# Agoueinit
Agoueinit este o comună din departamentul Néma, Regiunea Hodh Ech Chargui, Mauritania, cu o populație de 7.125 locuitori.